# Amtsgericht Rombach
Das Amtsgericht Rombach war ein deutsches Amtsgericht mit Sitz in Rombach in den Jahren 1893 bis 1918.

## Geschichte
Im Rahmen der Reichsjustizgesetze wurden 1879 die Friedensgerichte im Reichsland Elsass-Lothringen aufgehoben und Amtsgerichte gebildet. Ein Amtsgericht Rombach entstand dabei nicht. Das Amtsgericht Rombach wurde erst durch Verordnung vom 21. April 1893 mit Wirkung zum 1. Juni 1893 errichtet. Sein Gerichtsbezirk umfasste folgende Gemeinden, die vorher dem Amtsgericht Metz oder dem Amtsgericht Diedenhofen zugeordnet waren: Vom Amtsgericht Metz waren dies die Gemeinden Bronvaux, Hagendingen, Marange-Silvange, Montois-la-Montagne, Pierrevillers, Rombach, Roncourt, Sainte-Marie-aux-Chênes und Talingen, vom Amtsgericht Diedenhofen die Gemeinden Gandringen, Groß-Moyeuvre, Klein-Moyeuvre, Roßlingen und Wallingen. Es war dem Landgericht Metz nachgeordnet.
Der Gerichtsbezirk umfasste 1895 eine Fläche von 110 Quadratkilometern, 14.253 Einwohnern und 15 Gemeinden.
Mit der Verordnung über den Sitz und die Bezirke der Amtsgerichte vom 3. April 1909 ging die Gemeinde Sainte-Marie-aux-Chênes aus dem Sprengel des Amtsgerichts Rombach in den Sprengel des Amtsgerichts Metz über.
Nach der Abtretung Elsass-Lothringens an Frankreich nach dem Ersten Weltkrieg wurde das Amtsgericht Rombach als „Tribunal cantonal Rombas“ weitergeführt. Im Zweiten Weltkrieg wurde 1940 von der deutschen Besatzungsmacht die vorgefundene Gerichtsstruktur unter Verwendung deutscher Ortsnamen und Behördenbezeichnungen, hier als Amtsgericht Rombach fortgeführt.